# 石巻市立住吉中学校
石巻市立住吉中学校（いしのまきしりつ すみよしちゅうがっこう）は、宮城県石巻市東中里三丁目にある公立中学校。

## 沿革
- 1947年（昭和22年）4月1日 - 創立[1]
- 1948年（昭和23年）1月15日 - 南鰐山新校舎へ移転
- 1951年（昭和26年）11月11日 - 校歌制定発表会（作詞：桜井よう、作曲：海鉾義美[2]）
- 2011年（平成23年）
  - 3月11日 - 東北地方太平洋沖地震（東日本大震災）にて罹災
  - 5月9日 - 石巻市立湊小学校が当校での授業開始

## 東日本大震災
床上が浸水、柔剣道場が全壊するといった大きな被害が出たが震災直後に様々な団体（道後中学校や旭中学校、太秦中学校、鎌倉高校生徒会、福山雅治など）からメッセージや支援（伊予柑や義捐金）を受けた。

## 通学区域
以下、特記なければ全域。
- 住吉町
- 千石町
- 旭町
- 鋳銭場
- 開北
- 水明南
- 水明北
- 中里一丁目
- 南中里一丁目
- 駅前北通り一丁目・二丁目
- 東中里
- 元倉
- 大橋

## 進学前小学校
- 石巻市立開北小学校[5]
- 石巻市立住吉小学校[5]

## 出身者
- 亀山紘（2～4代石巻市長）

## その他
- 2012年3月18日に歌手の福山雅治が住吉中学校の体育館でライブを行い、この模様が当日全国の民放FM52局同時生放送番組『MEET THE MUSIC LIVE』で全国放送。福山にとって20年ぶりの学園ライブとなった。